# Karl Alexander von Reichlin-Meldegg

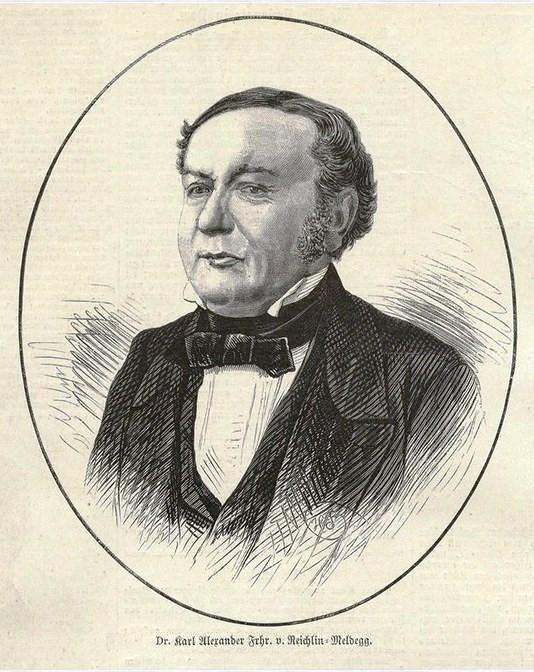
Karl Alexander von Reichlin-Meldegg

Karl Alexander Maria Freiherr von Reichlin-Meldegg (* 22. Februar 1801 in Grafenau; † 16. Februar 1877 in Heidelberg; auch Carl Alexander von Reichlin-Meldegg) war ein deutscher Philosoph, Theologe und Hochschullehrer.

## Leben
Reichlin-Meldegg war ein Sohn des großherzoglich-badischen Hofgerichtrats Alexander von Reichlin-Meldegg (1771–1812) und der Maria Augusta Sidonia geb. Leuthin (1779–1826). Der nachmalige badische Geheime Regierungsrat Josef von Reichlin-Meldegg war sein jüngerer Bruder. Karl Alexander von Reichlin-Meldegg besuchte das Gymnasium in Freiburg im Breisgau, 1819 nahm er ein Studium der Theologie an der dortigen Universität auf, wurde dann 1822 zum Priester geweiht und schließlich 1823 auf Grund der von ihm verfassten Dissertation Die Theologie des Magiers Manes und ihr Ursprung zum Dr. theol. promoviert. Anschließend war er in Freiburg als Gymnasiallehrer tätig und dabei stark durch den Reformer Heinrich Schreiber beeinflusst.
Bereits 1825 wurde er zum Dozenten für Kirchengeschichte an der Theologischen Fakultät der Freiburger Universität ernannt. 1828 gab er zu Gunsten der universitären Karriere sein Gymnasiallehramt auf und wurde an der Universität in Freiburg zunächst zum außerordentlichen, dann 1830 zum ordentlichen Professor ernannt.
Nach der Veröffentlichung kirchenkritischen Schriften wurde Reichlin-Meldegg vom Freiburger Erzbischof Bernhard Boll aufgefordert sein Bekenntnis der Priesterweihe zu bekräftigen und sein Werk Geschichte des Christentums von seinem Ursprung bis zur neuesten Zeit zurückzuziehen. Dieser Aufforderung kam er aber nicht nach. Er wechselte deshalb 1832 – vom zuständigen Ministerium dazu aufgefordert – zur Philosophischen Fakultät und trat zum Protestantismus über.
Reichlin-Meldegg wurde noch 1832 vom Kultusministerium aufgefordert nach Heidelberg überzusiedeln, wo er Vorlesungen zur Philosophie und über Sprachen hielt. 1839 wurde er dort außerordentlicher, dann 1840 ordentlicher Professor für Philosophie. In den Jahren 1843, 1851 sowie 1863/64 war er zudem Dekan der Philosophischen Fakultät der Universität Heidelberg.
1832 hatte er Barbara Molitor (1805–1874) geheiratet. Der Sohn Kuno (1836–1894) wurde Privatdozent der Philosophie an der Universität Heidelberg.

## Ehrungen
- 1832 Ehrendoktorwürde der Universität Freiburg im Breisgau (Dr. phil. h. c.)
- 1873 Ritterkreuz I. Klasse des Ordens vom Zähringer Löwen

## Werke
- Die Theologie des Magus Manes und ihr Ursprung. Frankfurt 1825.
- Theologische Abhandlungen. Graz 1829.
- Geschichte des Christenthums von seinem Ursprung bis auf die neueste Zeit. Freiburg 1831.
- Das Leben Heinrich Schmids, Doctor und außerord. Prof. zu Heidelberg, im Umrisse dargestellt. Heidelberg 1836.
- Psychologie der Menschen mit Einschluß der Somatologie und der Lehre von den Geisteskrankheiten. 2 Bände, Heidelberg 1837 und 1838.
- Die Autolatrie oder Selbstanbetung, ein Geheimniß der Jung-Hegel’schen Philosophie. Ein humoristischer Versuch. Offenes Sendschreiben an L. Feuerbach. Pforzheim 1843.
- Die deutschen Volksbücher von Johann Faust, dem Schwarzkünstler, und Christoph Wagner, dem Famulus ... . 3 Bände, Stuttgart und Leipzig 1848.
- H. E. G. Paulus und seine Zeit. 2 Bände, Stuttgart 1853.
- Friedrich Kortüm. Leipzig 1858.
- System der Logik nebst Einleitung in die Philosophie. 2 Bände, Wien 1870.
- Das Leben eines ehemaligen römisch-katholischen Priesters. Eine Jubelschrift. Heidelberg 1874.
- Geschichte Europas im Uebergange vom Mittelalter zur Neuzeit. 2 Bände, Leipzig 1861.